# الإمبراطورية البيزنطية تحت حكم السلالة الجستينية
كان العصر الذهبي الأول للإمبراطورية البيزنطية في عهد السلالة الجستنية، والتي بدأت في عام 518 م مع ارتقاء جستين الأول إلى العرش. وصلت الإمبراطورية في عهد السلالة الجستنية، ولا سيما في عهد جستنيان الأول، إلى أكبر اتساع إقليمي لها، حيث ضمت شمال إفريقيا وجنوب إليريا، جنوب إسبانيا، وإيطاليا إلى الإمبراطورية. انتهت السلالة الجستنية في عام 602 مع تنحية موريس وصعود خليفته فوكاس.

## جستين الأول

### النشأة والارتقاء إلى العرش
بدأت السلالة الجستنية بارتقاء سببِ تسميتها جستين الأول إلى العرش. ولد جستن في قرية بدريانا الصغيرة في 450 م. مثل العديد من شباب البلاد، ذهب إلى القسطنطينية وتجند في الجيش، حيث أصبح جزءًا من الإكسكوبيتورز، أو حرس القصر بسبب قدراته الجسدية. حارب في الحروب الإيساورية والفارسية، وتسلق عبر المراتب ليصبح قائد الإكسكوبيتورز، والذي كان موقعًا مؤثرًا للغاية. في هذا الوقت، حقق أيضًا رتبة عضو مجلس الشيوخ. بعد وفاة الإمبراطور أناستاسيوس، الذي لم يترك أي وريث واضح، كان هناك الكثير من الخلاف حول من سيصبح إمبراطورًا. دُعي إلى اجتماع كبير في ميدان سباق الخيل لتحديد من سيصعد العرش. في الوقت نفسه، اجتمع مجلس الشيوخ البيزنطي في قاعة القصر الكبرى. وبما أن مجلس الشيوخ أراد تجنب التدخل والتأثير الخارجيين، فإنهم كانوا تحت الضغط لاختيار مرشح بسرعة؛ ومع ذلك، لم يتمكنوا من الاتفاق. رُشِحَ العديد من المرشحين، لكن رُفضوا لأسباب مختلفة. بعد الكثير من الجدال، قرر مجلس الشيوخ ترشيح جستن. تَوَّجه بطريرك القسطنطينية يوحنا الكابادوكي في 10 يوليو.

### الحكم
تحدث جستن، الذي كان من مقاطعة ناطقة باللاتينية، قليلاً من اليونانية فقط؛ وكان أميًا بالكامل تقريبًا. ولهذا أحاط نفسه بمستشارين أذكياء، أبرزهم ابن أخيه، جستنيان. ربما يكون جستنيان قد مارس تأثيرًا كبيرًا على عمه، واعتبره بعض المؤرخين، مثل بروكوبيوس، القوة الحقيقية وراء العرش. بعد ارتقائه للعرش، أزاح جستن المرشحين الآخرين للعرش. أعدم اثنان وعاقب ثلاثة إما بالموت أو النفي.
على عكس معظم الأباطرة الذين سبقوه، والذين كانوا من المونوفيزيين، كان جستن مسيحيًا أرثوذكسيًا ورعًا. كان المونوفيزيون والأرثوذكس في صراع حول الطبيعة المزدوجة للمسيح. أيد الأباطرة السابقون موقف المونوفيزيين من هذه المسألة، والذي كان في تناقض مباشر مع التعاليم الأرثوذكسية للبابوية، وأدى هذا الصراع إلى الانشقاق الأكاسي.
بدأ جستن، باعتباره أرثوذكسيًا، مع البطريرك الجديد، يوحنا الكابادوكي، على الفور في محاولة إصلاح العلاقات مع روما. بعد مفاوضات حساسة، انتهى الانشقاق الأكاسي في أواخر مارس، 519. بعد هذا الإصلاح الكنسي الأولي، كان ما تبقى من عهد جستن هادئًا ومسالمًا نسبيًا. في عام 525، ربما بإصرار من جستنيان، ألغى جستن قانونًا يحظر فعليًا على مسؤولي البلاط الزواج من أشخاص من الطبقة الدنيا. سمح هذا لجستنيان بالزواج من ثيودورا، التي كانت ذات مكانة اجتماعية منخفضة. في سنواته الأخيرة، ازداد الصراع حول الإمبراطورية. كان هناك صراع متزايد مع المملكة القوطية الشرقية في شبه الجزيرة الإيطالية. كان ملكهم، ثيودوريك الكبير، يشك في مؤامرات البيزنطيين؛ وانقلب ضد الطبقة السيناتورية الرومانية، حيث وصل به الأمر إلى حد إعدام فيلسوفٍ حاول وضع حد للاضطهاد. ومع ذلك، توفي ثيودوريك في 526، وانتهى الاضطهاد. وبالمثل، استأنفت الإمبراطورية الساسانية، بدورها، القتال مع البيزنطيين، وبدأت الحرب الأيبيرية في الشرق؛ والتي لن تصل إلى نهايتها حتى عهد جستنيان. في عام 527، عين جستن جستنيان إمبراطورًا مشتركًا بعد تفاقم خطورة مرضه. تعافى جستن من المرض، ومع ذلك توفي بعد عدة أشهر نتيجة قرحة في جرح قديم؛ ثم صعد جستنيان العرش.

## جستنيان الأول
ظهرت قوة السلالة الحاكمة في عهد جستنيان الأول. بعد أعمال الشغب في نيكا، أعاد جستنيان بناء المدينة وأصلح القانون من خلال «قانون جستنيان».
ورث جستنيان حربًا مع بلاد فارس من عمه، الإمبراطور السابق جستن الأول. واصل جستنيان الحرب، ونجح في إرسال قوة حتى نهر الفرات، لكن الغزوة توقفت، وخسر بدايات قلعة جديدة في هزيمة ساحقة. أدى هذا المأزق إلى قيام جستنيان بالتفاوض على «السلام الأبدي» والذي وافق فيه على دفع أحد عشر ألف جنيه من الذهب مقابل وقف الأعمال القتالية والدفاع عن العديد من الممرات الجبلية. ثم بدأ بتحقيق حلمه بإعادة بناء الإمبراطورية الرومانية. بناءً على أوامره، بدأ جنراله المفضل بيليساريوس، باستعادة الأراضي الرومانية القديمة، بدءًا من الوَندال.
أصبح الوَندال، بعد محافظتهم على الهيمنة على شمال إفريقيا منذ سقوط الإمبراطورية الرومانية الغربية، راضين ومرتاحين؛ كان جيشهم، على الرغم من كونه ضعف حجم الخمسة عشر ألف رجلٌ تحت قيادة بيليساريوس، غير مدربٍ تدريباً جيداً وغير مؤهلٍ للتعامل مع تهديد إمبراطوري. حاول الملك الوَندالي، غيليمر، تطويق البيزنطيين في معركة آد ديسيموم «Ad Decimum»؛ وهزم بيليساريوس، لكنه جُنَّ بعد العثور على جثة أخيه القتيل. قام بيليساريوس بجمع رجاله الباقين وكسر الكتلة غير المنظمة من الوَندال، التي أصبحت الآن تحت قيادة سيئة. استمر بيليساريوس حتى الاستيلاء على قرطاج، وانتصر البيزنطيون.
استدعى جستنيان بعدئذ بيليساريوس المنتصر. في إيطاليا، أعطى الشجار داخل السلالة القوطية الشرقية الحاكمة لجستنيان فرصةً للغزو، وأرسل بيليساريوس إلى صقلية مع 7500 رجل. وصل بيليساريوس وتلقى مقاومة رمزية فقط. ثم انتقل إلى إيطاليا القارية. بعد إخماد تمرد في شمال إفريقيا، التي فُتحت مؤخرًا، نزل بيليساريوس في إيطاليا القارية؛ وواجه نفس المقاومة الرمزية. مع ذلك قاومت حامية نابولي القوطية، ولكن بعد عدة أشهر من الحصار، نهب بيليساريوس المدينة. بعد المزيد من المشاحنات بين الأسر، والتي أسفرت عن مقتل اثنين من الملوك، دعا البابا بيليساريوس إلى روما بينما كان الملك في ريفانا. عند سماع هذا، أرسل الملك القوطي، فيتيجيس، قوة هائلة لمحاصرة روما، حيث قدرت بعض الروايات القوة بحجم يصل إلى 150,000 مقاتل. كان بيليساريوس يحصن روما، وتبع ذلك حصار. بعد عام وتسعة أيام، وبعد حصار مرهق، أظهر فيتيجيس عجزه المطلق كملك، وأظهر بيليساريوس تألقه كقائد. ثم انتقل الجيش القوطي لمحاصرة أريمينيوم Ariminium، التي عانت بسبب نقص الغذاء. تم استدعاء نارسيس، وهو جنرال بيزنطي آخر، للمساعدة واستخدم نفوذه لمساعدة بليزاريوس على كسر الحصار.
بعد مذبحة في ميلانو، كُشِف عن تصدعات في سلسلة قيادة نارسيس؛ وبعد رسالة من بيليساريوس، استدعى جستنيان نارسيس. بعد ذلك، أصبحت الحملة عبارة عن حروب حصارات، والتي انتهت بعد أن تظاهر بيليساريوس بقبول عرضٍ ليصبح الإمبراطور الروماني الغربي. وسار في المدينة دون معارضة، واحتلها، ثم تخلص من الملك فيتيجيس. اُستُدعيَ بيليساريوس من إيطاليا ثم أرسل على الفور إلى الجبهة الفارسية، التي اندلعت فيها الحرب مرة أخرى. خلال هذه الفترة، استعاد القوط الشرقيين معظم إيطاليا. بعد أن هدأت الجبهة الفارسية، حيث أقسم الفرس على أنهم لن يقاتلوا البيزنطيين مرة أخرى إلا بعد وفاته، استعاد بيليساريوس إيطاليا واستولى على جنوب إسبانيا في حرب استمرت 18 عامًا.
وسعت حروب الاستعادة التي خاضها جستنيان الإمبراطورية لتشمل المقاطعات الرومانية السابقة مثل إيطاليا وبايتيكا وإفريقيا البروقنصلية. وسعت هذه الإضافات الإمبراطورية البيزنطية إلى أكبر قدر في تاريخها.